# Канже
Канже (фр. Cangey) насеље је и општина у централној Француској у региону Центар (регион), у департману Ендр и Лоара која припада префектури Тур.
По подацима из 2004. године у општини је живело 985 становника, а густина насељености је износила 42,9 становника/km². Општина се простире на површини од 22,98 km². Налази се на средњој надморској висини од 62 метара (максималној 114 m, а минималној 56 m).

## Демографија
| 1962. | 1968. | 1975. | 1982. | 1990. | 1999. | 2011. |
| ----- | ----- | ----- | ----- | ----- | ----- | ----- |
| 645   | 631   | 542   | 631   | 722   | 773   | 1.089 |

График промене броја становника у току последњих година